# Julio Murillo
Julio Murillo (1957, São Paulo) é um escritor de cidadania espanhola, nascido em São Paulo, Brasil, filho de pais espanhóis, ele mudou-se para a Espanha aos quatro anos de idade. Trabalhou como jornalista, publicitário, produtor de rádio, gerente de marketing e consultor criativo. Ele é mais conhecido como romancista histórico, e seus seis romances neste gênero (começando com Las lágrimas de Karseb ) foram todos bem recebidos. Ele ganhou o Premio de Novela Histórica Alfonso X El Sabio em 2008 por seu romance Shangri-la: La cruz bajo la Antártida.
Ele atualmente vive em Santa María de Palautordera.

## Livros
- Las Lágrimas de Karseb (2005) em Portugal: As Lágrimas de Karseb (Ésquilo, 2006)
- Las Puertas del Paraíso (2006)
- El Agua y la Tierra (2007)
- Shangri-la: La cruz bajo la Antártida (2008) no Brasil: Shangri-la (Record, 2012)
- Oricalco: La luz de la Atlántida (2010)
- El club de los filósofos asesinos (2012)